# Prater
Prater (eller Wiener Prater) er et stort, offentligt parkområde i bydelen Leopoldstadt i Wien. Navnet Prater er sandsynligvis afledt af pratum eller prado (latin hhv. spansk for slette).
"Prater" er i daglig tale i Østrig ofte ensbetydende med den mere kendte forlystelsespark "Wurstelprater", som ligger helt mod vest i området, og som kun udgør en lille del af det seks kvadratkilometer store landskab. Denne forlystelsespark indeholder blandt andet det kendte pariserhjul Riesenrad (430 ton, 65 m høj), som bruges i filmen Den tredje mand, hvor hovedpersonen Orson Welles kan føre hemmelige samtaler, uden de kan høres af andre. I Würstelprater findes desuden et natåbent diskotek, "Villa Wahnsinn".

## Historie
Området, som omfatter det nuværende Prater, blev første gang nævnt i 1162, da kejser Friedrich I gav jorden til den adelige familie Prato. Ordet Prater blev først brugt i 1403, og blev oprindeligt brugt om en lille ø i Donau, men blev gradvis udvidet til også at inkludere de omkringliggende områder. Jorden skiftede ofte hænder, indtil den blev købt af Maximilian II i 1560 for at være jagtområde. For at komme omstrejfere til livs forbød Rudolf II adgang til området. Den 7. april 1766 erklærede Joseph II Prater for frit til offentlig afbenyttelse og forlystelse og tillod desuden cafeer, som lagde grunden for Würstelprater. Helt indtil 1920 vedblev Prater at være jagtområde.
I 1873 blev en verdensudstilling afholdt i Prater, hvor et stort område blev indrettet med udstillingshaller omkring den runde bygning "Rotunde", som dog brændte ned i 1937. På dette sted findes nu Messegelände, som er en udstillingsbygning.
Området er blevet reduceret en smule i løbet af årene blandt andet med opbyggelsen af Ernst Happel-stadion (Østrigs nationalstadion) og den såkaldte Südosttangente, som er Østrigs mest befærdede motorvejsstrækning.